# Студент року
Студент року — романтична драма від режисера Карана Джохара, знята 2012 року.

## Сюжет
Герої фільму — амбітні студенти, що позмагаються за звання почесного студента року. Улюбленець дівчат Рохан Нанда буде суперником скромному і серйозному хлопцеві Абхі Сінгху, але їхнє протистояння переросте в міцну дружбу. Однак між дружбою хлопців стане перша красуня коледжу Шанайя.

## У ролях
- Сідхарта Мальхотра
- Аліа Бхатт
- Варун Дхаван
- Манас Рачх
- Сахіл Ананд
- Гаутами Гадгіл
- Кіту Гідвані
- Боман Ірані
- Кайозе Ирани
- Фаріда Джалал